# Forstmühler Forst

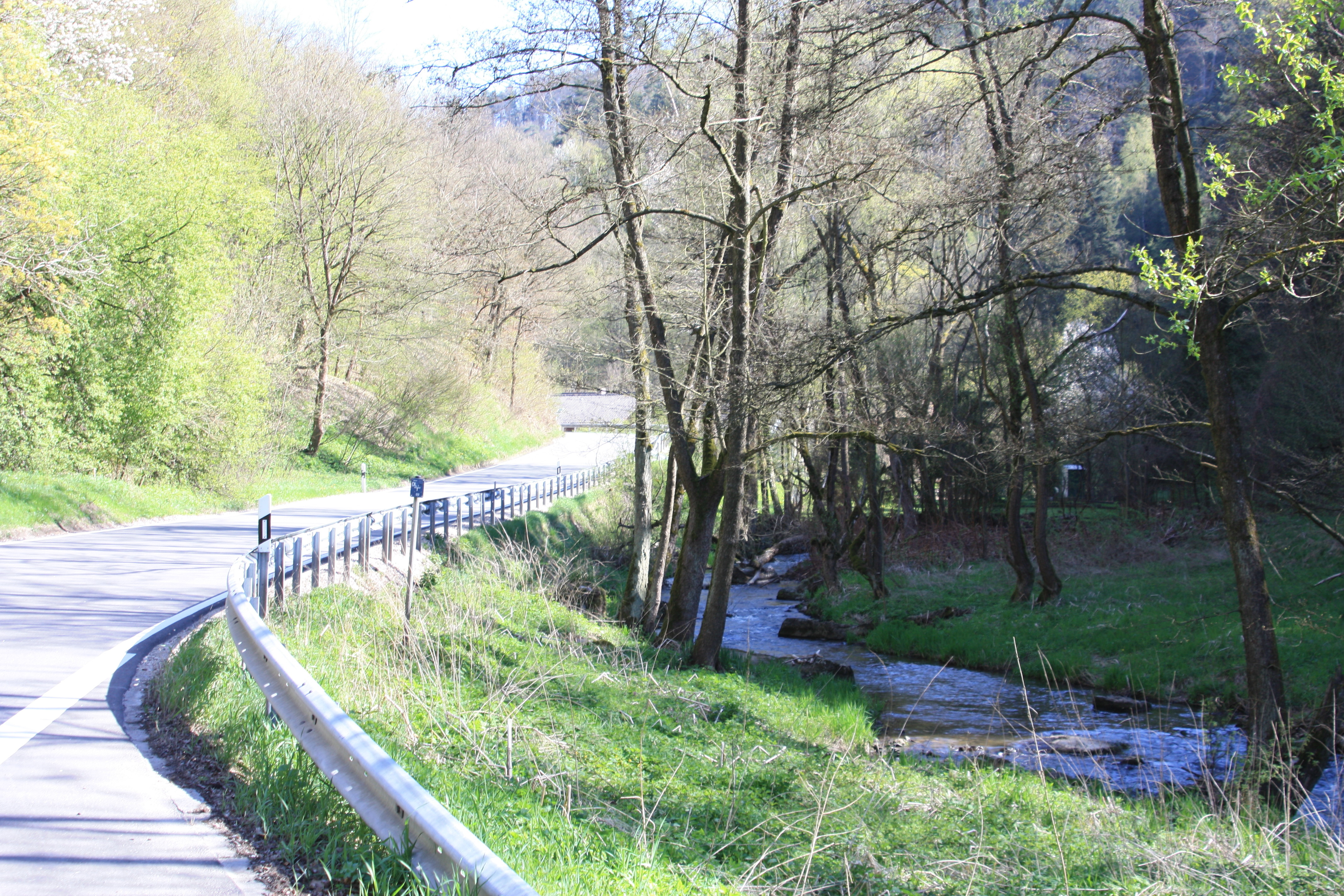
Otterbachtal im Forstmühler Forst

Forstmühler Forst ist ein gemeindefreies Gebiet und eine Gemarkung im Landkreis Regensburg in der Oberpfalz.
Die Gemarkung hat eine Fläche von 38,19 km² und besteht aus fünf Gemarkungsteilen in den Gemeinden Altenthann, Bach an der Donau, Brennberg, Wiesent und dem gemeindefreien Gebiet Forstmühler Forst.
Der Gemarkungsteil 3 ist deckungsgleich mit dem 24,2678 km² großen gemeindefreien Gebiet, unbewohnt und überwiegend bewaldet.

## Nachbarn des gemeindefreien Gebiets
| Gemeinde Altenthann | Gemeinde Altenthann                         | Gemeinde Brennberg |
|                     | Kompassrose, die auf Nachbargemeinden zeigt |                    |
| Gemeinde Donaustauf | Gemeinde Bach a.d.Donau                     | Gemeinde Wiesent   |

## Geschichte
Zum 1. Juli 2014 wurden 4,6262 km² aus dem gemeindefreien Gebiet Forstmühler Forst in die Gemeinde Wiesent umgegliedert.

## Nutzung
Das Gebiet wird hauptsächlich forstwirtschaftlich genutzt. Ein Abbauunternehmen fördert inmitten des Forstmühler Forsts Granit. Die Erweiterung des Steinbruchs ist umstritten.